# Moulinet (Alpes-Maritimes)
Pour les articles homonymes, voir Moulinet.
Moulinet est une commune française située dans le département des Alpes-Maritimes, en région Provence-Alpes-Côte d'Azur.
Ses habitants sont appelés les Moulinois.

## Géographie

### Localisation
Moulinet est un petit village situé à 32 km de Menton, dans le parc national du Mercantour.
La commune est située dans la Haute vallée de la Bévéra.

### Communes limitrophes
| La Bollène-Vésubie | La Bollène-Vésubie | Breil-sur-Roya         |
| Lantosque          | Moulinet           | Breil-sur-Roya         |
| Lucéram            | Sospel             | Breil-sur-Roya, Sospel |

### Géologie et relief
Les principaux sommets sont l'Authion, la Pointe de Ventabren, le Mangiabo, les cimes de la Calmette et de Peïra-Cava.
Entre Moulinet et Sospel, la route est surplombée par la chapelle Notre-Dame-de-la-Menour, construite sur un piton rocheux au-dessus des gorges de la Bévéra.
La commune se compose de 31,60 hectares de territoires artificialisés (0,77 %) et 4 066,67 hectares de forêts et milieux semi-naturels (99,24 %).
Espaces naturels :
- Un espace protégé hors Natura 2000 :

* Mercantour,
* Parc national, aire d'adhésion.
- Un espace protégé Natura 2000 :

* Le Mercantour SIC,
* Le Mercantour ZPS.
- Une zone naturelle d'intérêt écologique, faunistique et floristique (Znieff) :

* Forêt de Turini,
* Gorges du Piaon,
* Forêt de Lucéram,
* L'Authion.

### Hydrographie et eaux souterraines
Cours d'eau sur la commune ou à son aval :
- le village est traversé par la rivière Bévéra qui prend sa source dans le massif de l'Authion, à 2 075 mètres d'altitude, et qui se jette dans la Roya, à 1 km en amont de Vintimille, en Italie, après un parcours mouvementé de 38 km. La pratique du canyoning y est totalement interdite, sur toute sa partie française par arrêté préfectoral ;
- vallons de crep, de l'anjouanin, de peïra calva ;
- ruisseau de cuous ;
- riou de la bollène.

La commune dispose de la station d'épuration d'une capacité de 1 000 équivalent-habitants.

### Sismicité
La commune se trouve en zone de sismicité moyenne.

### Climat
Pour des articles plus généraux, voir Climat de Provence-Alpes-Côte d'Azur et Climat des Alpes-Maritimes.
En 2010, le climat de la commune est de type climat méditerranéen altéré, selon une étude du Centre national de la recherche scientifique s'appuyant sur une série de données couvrant la période 1971-2000. En 2020, Météo-France publie une typologie des climats de la France métropolitaine dans laquelle la commune est dans une zone de transition entre le climat de montagne et le climat méditerranéen et est dans la région climatique  Var, Alpes-Maritimes, caractérisée par une pluviométrie abondante en automne et en hiver (250 à 300 mm en automne), un très bon ensoleillement en été (fraction d’insolation > 75 %), un hiver doux (8 °C) et peu de brouillards.
Pour la période 1971-2000, la température annuelle moyenne est de 11,3 °C, avec une amplitude thermique annuelle de 15,8 °C. Le cumul annuel moyen de précipitations est de 1 017 mm, avec 5,7 jours de précipitations en janvier et 5,2 jours en juillet. Pour la période 1991-2020, la température moyenne annuelle observée sur la station météorologique de Météo-France la plus proche, « Peira Cava », sur la commune de Lucéram à 8 km à vol d'oiseau, est de 9,4 °C et le cumul annuel moyen de précipitations est de 1 038,8 mm. 
La température maximale relevée sur cette station est de 33 °C, atteinte le 28 juin 2019 ; la température minimale est de −15 °C, atteinte le 23 février 2005,,.
Les paramètres climatiques de la commune ont été estimés pour le milieu du siècle (2041-2070) selon différents scénarios d'émission de gaz à effet de serre à partir des nouvelles projections climatiques de référence DRIAS-2020. Ils sont consultables sur un site dédié publié par Météo-France en novembre 2022.

### Voies de communications et transports

#### Voies routières
Le village a vu souvent passer le Rallye automobile Monte-Carlo, où Moulinet est une étape, à mi-chemin du col de Turini et de Sospel, situés chacun à 12 km. La Départementale 2566 entre Sospel, Moulinet et Turini est en effet un ouvrage monumental, porté par des murs d'une dizaine de mètres de hauteur à certains endroits, avec des virages impressionnants.

#### Transports en commun
- Transport en Provence-Alpes-Côte d'Azur

Moulinet est desservie par Le réseau de transport urbain Zest, qui dessert 10 communes (Beausoleil, Castellar, Castillon, Gorbio, Menton, Moulinet, Roquebrune-Cap Martin, Saint-Agnès, Sospel, La Turbie).

### Intercommunalité
Commune membre de la Communauté d'agglomération de la Riviera Française.

## Urbanisme

### Typologie
Au 1er janvier 2024, Moulinet est catégorisée commune rurale à habitat dispersé, selon la nouvelle grille communale de densité à 7 niveaux définie par l'Insee en 2022.
Elle est située hors unité urbaine. Par ailleurs la commune fait partie de l'aire d'attraction de Monaco - Menton (partie française), dont elle est une commune de la couronne,. Cette aire, qui regroupe 12 communes, est catégorisée dans les aires de 50 000 à moins de 200 000 habitants,.

### Occupation des sols
L'occupation des sols de la commune, telle qu'elle ressort de la base de données européenne d’occupation biophysique des sols Corine Land Cover (CLC), est marquée par l'importance des forêts et milieux semi-naturels (99,2 % en 2018), une proportion sensiblement équivalente à celle de 1990 (99,4 %). La répartition détaillée en 2018 est la suivante : 
forêts (61,1 %), milieux à végétation arbustive et/ou herbacée (38,2 %), zones agricoles hétérogènes (0,8 %).
L'évolution de l’occupation des sols de la commune et de ses infrastructures peut être observée sur les différentes représentations cartographiques du territoire : la carte de Cassini (XVIIIe siècle), la carte d'état-major (1820-1866) et les cartes ou photos aériennes de l'IGN pour la période actuelle (1950 à aujourd'hui).

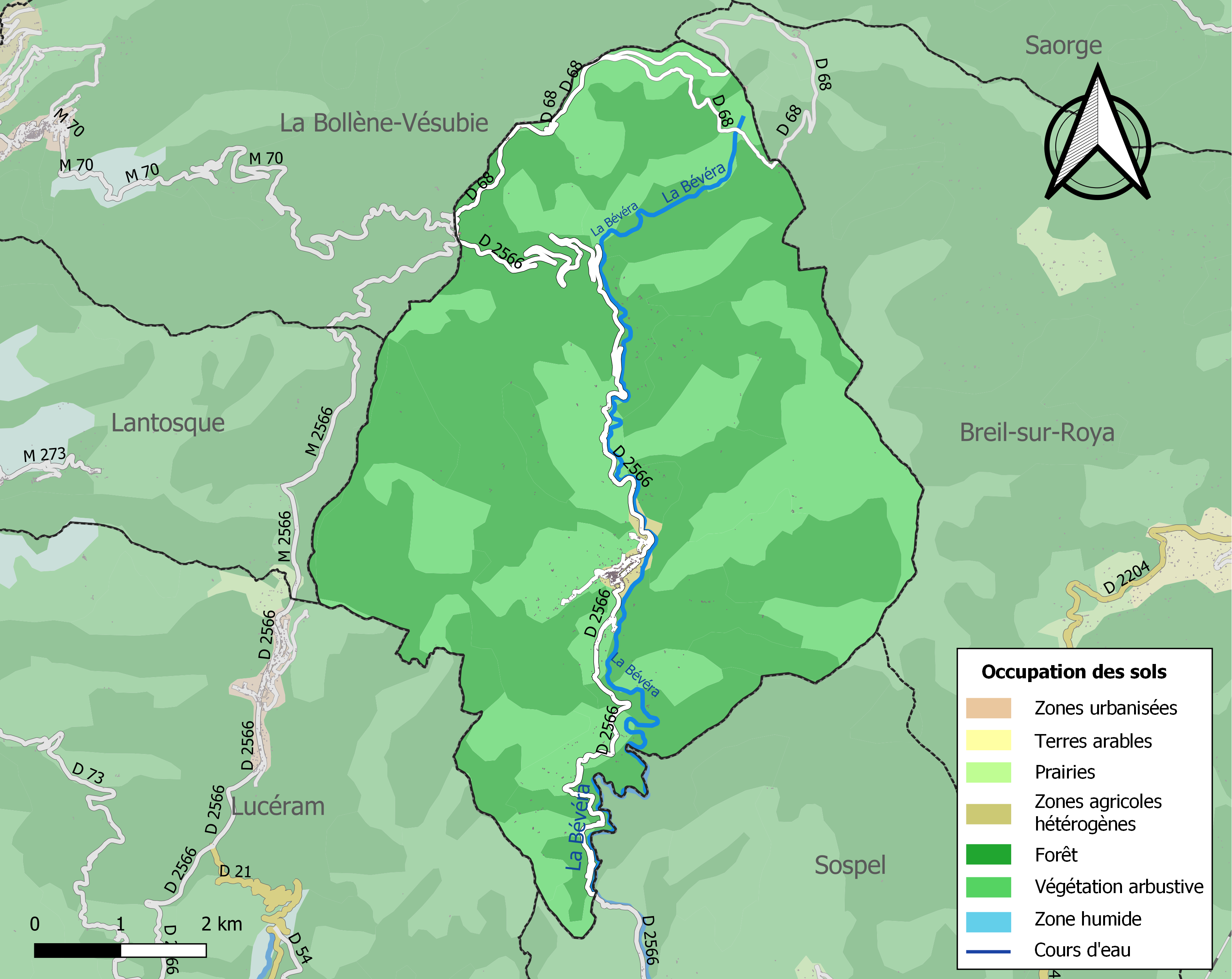
Carte de l'occupation des sols de la commune en 2018 (CLC).

## Toponymie

Les langues anciennes des Alpes-Maritimes avec le Moulinet en zone mentonasque.
vivaro-alpin (mentonasque)
vivaro-alpin ou gavot intermédiaire
vivaro-alpin (alpin)
provençal maritime
niçard
Brigasque (Royasque)
Tendasque (Brigasque-Royasque)
Figoun (ligure colonial)

En mentonasque, on dit O Morinhet en graphie classique ou Ou Mourignet en graphie mistralienne [u mu.ɹi.ˈɲe.te].

## Histoire
Moulinet a été décorée de la « Médaille d'Argent » des villages de France dans les années 1930.
Au cours de la Seconde Guerre mondiale, la totalité de la population civile du village a été déplacée par les troupes d'occupation allemandes jusqu'à Cuneo (Italie) entre le 29 septembre 1944 et le 12 avril 1945. Cette période est traditionnellement évoquée comme celle de la « déportation » du village.
La commune a été décorée, le 11 novembre 1948, de la Croix de guerre 1939-1945.
Cet épisode du conflit dans les Alpes-Maritimes a fait l'objet d'un Mémoire de maîtrise d’histoire contemporaine rédigé par Goulven Godon, préparé sous la direction de Jean-Louis Panicacci, soutenu devant l'Université de Nice Sophia-Antipolis en juin 2004 et intitulé : « La "déportation" des populations civiles des vallées de la Bévéra et de la Roya en Italie du Nord (1944-1945) ». Moulinet a été décoré de la « Médaille d'Argent » des villages de France dans les années 1948.

## Héraldique
| Blason de Moulinet | Blason  | De sinople au pairle rétréci ondé renversé d’argent soutenu d’une montagne de trois coupeaux du même mouvant de la pointe, accosté à dextre d’une tête de crosse épiscopale d’or avec son sudarium aussi d’argent et à senestre d’une roue de moulin aussi d’or. |
| Blason de Moulinet | Détails | Le statut officiel du blason reste à déterminer. |

## Politique et administration
| Période                                  | Période      | Identité         | Étiquette | Qualité    |
| ---------------------------------------- | ------------ | ---------------- | --------- | ---------- |
| Les données manquantes sont à compléter. |              |                  |           |            |
|                                          |              | Albert Gasperini |           |            |
| 1908                                     |              | Joseph Gasperini |           |            |
|                                          |              | Ernest Baillon   |           |            |
|                                          |              | Victor Moschetti |           |            |
|                                          |              | Belmond          |           |            |
|                                          |              | Pierre Tordo     |           |            |
|                                          |              | Ernest Reybaud   |           |            |
|                                          |              | Charles Narice   |           |            |
| mars 1977                                | juillet 2001 | Charles Alessi   | PCF       |            |
| juillet 2001                             | mars 2008    | Alain Blanc      |           |            |
| mars 2008                                | en cours     | Guy Bonvallet    | DVG       | Professeur |

Une élection municipale partielle eût lieu en 2001 à la suite du décès de Charles Alessi, amenant à l'élection d'Alain Blanc.

### Budget et fiscalité 2023

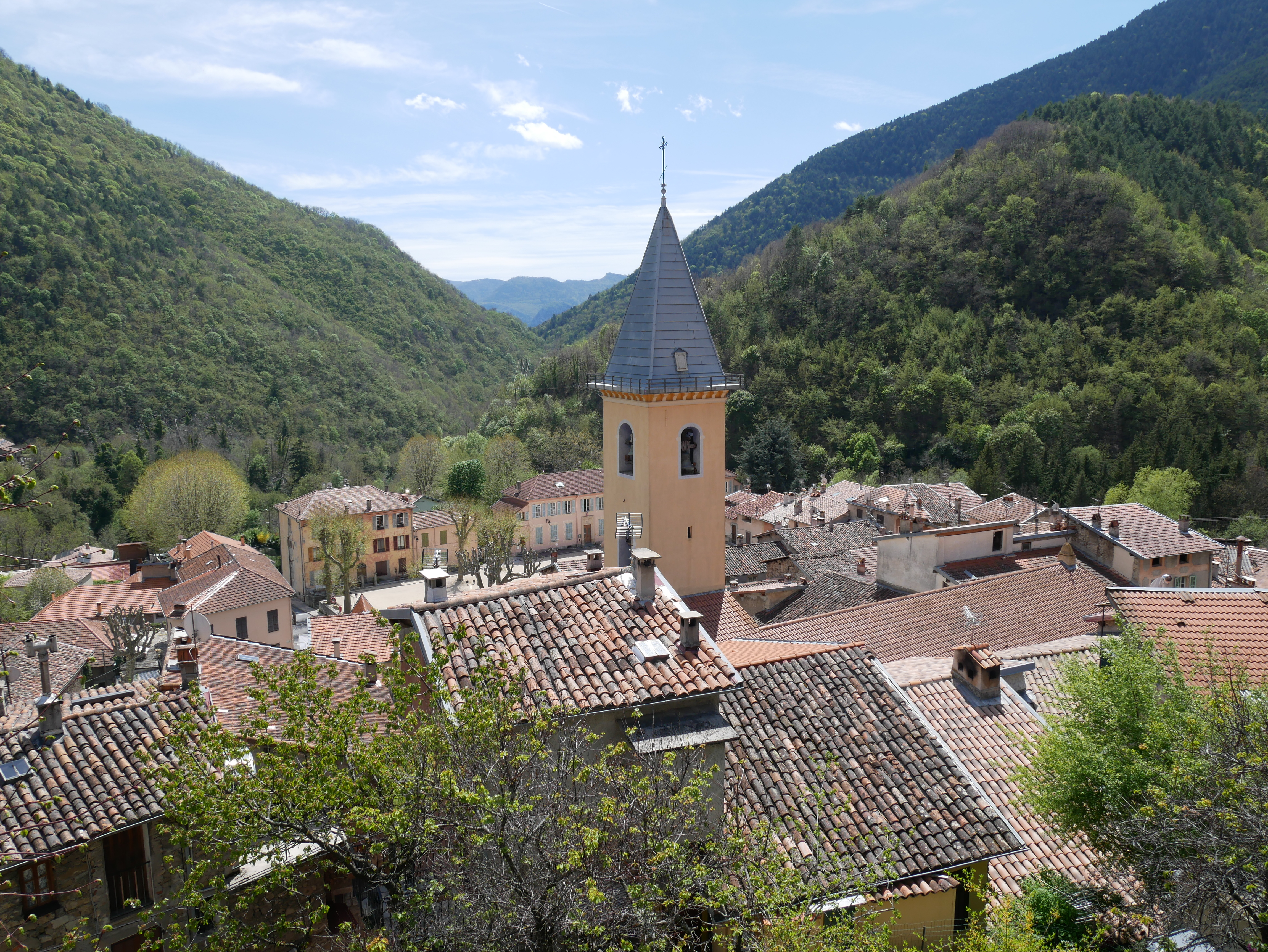
Le village.

En 2023, le budget de la commune était constitué ainsi :
- total des produits de fonctionnement : 438 000 €, soit 1 724 € par habitant ;
- total des charges de fonctionnement : 447 000 €, soit 1 760 € par habitant ;
- total des ressources d'investissement : 59 000 €, soit 232 € par habitant ;
- total des emplois d'investissement : 126 000 €, soit 498 € par habitant ;
- endettement : 159 000 €, soit 628 € par habitant.

Avec les taux de fiscalité suivants :
- taxe d'habitation : 13,13 % ;
- taxe foncière sur les propriétés bâties : 27,70 % ;
- taxe foncière sur les propriétés non bâties : 42,40 % ;
- taxe additionnelle à la taxe foncière sur les propriétés non bâties : 0,00 % ;
- cotisation foncière des entreprises : 0,00 %.

Chiffres clés Revenus et pauvreté des ménages en 2021 : médiane en 2021 du revenu disponible, par unité de consommation : 20 200 €.

## Population et société

### Démographie

#### Évolution démographique
L'évolution du nombre d'habitants est connue à travers les recensements de la population effectués dans la commune depuis 1793. Pour les communes de moins de 10 000 habitants, une enquête de recensement portant sur toute la population est réalisée tous les cinq ans, les populations de référence des années intermédiaires étant quant à elles estimées par interpolation ou extrapolation. Pour la commune, le premier recensement exhaustif entrant dans le cadre du nouveau dispositif a été réalisé en 2004.

En 2022, la commune comptait 253 habitants, en évolution de −9,96 % par rapport à 2016 (Alpes-Maritimes : +2,85 %, France hors Mayotte : +2,11 %).
| 1793 | 1800 | 1806 | 1822  | 1831  | 1838 | 1841  | 1848  | 1851  |
| ---- | ---- | ---- | ----- | ----- | ---- | ----- | ----- | ----- |
| 702  | 826  | 877  | 1 029 | 1 962 | 405  | 1 918 | 1 202 | 1 831 |

| 1858  | 1861  | 1866  | 1872  | 1876 | 1881 | 1886 | 1891 | 1896 |
| ----- | ----- | ----- | ----- | ---- | ---- | ---- | ---- | ---- |
| 1 139 | 1 172 | 1 130 | 1 065 | 865  | 940  | 936  | 813  | 801  |

| 1901 | 1906 | 1911 | 1921 | 1926 | 1931 | 1936 | 1946 | 1954 |
| ---- | ---- | ---- | ---- | ---- | ---- | ---- | ---- | ---- |
| 928  | 949  | 938  | 624  | 606  | 560  | 547  | 332  | 350  |

| 1962 | 1968 | 1975 | 1982 | 1990 | 1999 | 2004 | 2006 | 2009 |
| ---- | ---- | ---- | ---- | ---- | ---- | ---- | ---- | ---- |
| 286  | 265  | 220  | 164  | 193  | 249  | 235  | 223  | 209  |

| 2014 | 2019 | 2022 | - | - | - | - | - | - |
| ---- | ---- | ---- | - | - | - | - | - | - |
| 268  | 251  | 253  | - | - | - | - | - | - |

### Enseignement
Établissements d'enseignements :
- Écoles maternelle et primaire[39],
- Collèges à Sospel, Breil-sur-Roya,
- Lycées à Menton.

### Santé
Professionnels et établissements de santé :
- Médecins à Breil-sur-Roya,Sospel
- Médecin  tous les jeudi a partir de 11h a Moulinet bâtiment de la Mairie 1 étage
- Hôpitaux à Breil-sur-Roya, Sospel,
- Pharmacies à Breil-sur-Roya, Sospel.

### Cultes
- Culte catholique, Paroisse Saint Etienne de la Bévéra, Diocèse de Nice;

## Économie

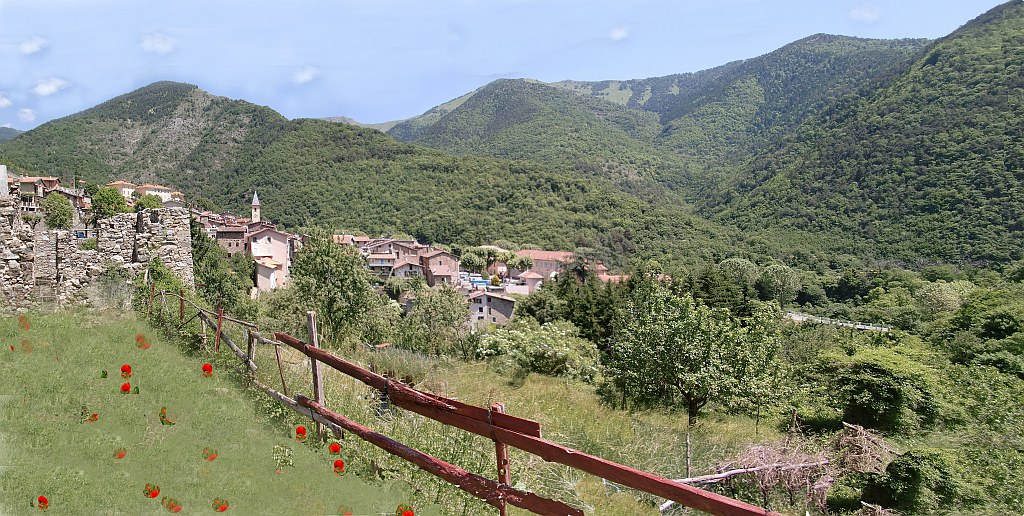
Vue de Moulinet.

### Entreprises et commerces

#### Agriculture
L'agriculture, principalement l'élevage ovin, ainsi que l'exploitation forestière, sont avec le tourisme les principales sources d'emploi au village, dans le secteur privé.

#### Tourisme
Trois restaurants de la station de ski de Turini-Camp d'argent se trouvent sur le territoire de Moulinet : L'Authion et L'Estive à Camp d'Argent (le second établissement louant des chambres d'hôtel), ainsi que L'Hôtel des Trois Vallées, à Turini. Au cœur du village, deux restaurants sont ouverts à l'année, « L'Entrepot' » et « Sous les carillons». Un camping est proposé en période estivale à la Ferme du Seuillet. L'offre d'hébergement est complétée tout au long de l'année par des gîtes privés et communaux, ainsi qu'un centre d'accueil pour randonneurs géré par la mairie. Tous ces services sont référencés sur le site web de la municipalité (voir ci-dessous).

#### Commerces et services
Parmi les services publics présents sur la commune, on peut citer l'agence postale, l'école, la mairie. Des agents du parc du Mercantour, de l'office national de la chasse, et de l'office national des forêts passent aussi une part significative de leur temps de travail sur le territoire du village.
La majorité des actifs habitant Moulinet sont cependant des travailleurs pendulaires. Ils ont fait le choix de vivre à la montagne et de se déplacer tous les jours, principalement vers Sospel, Menton, ou Monaco, pour exercer leur activité professionnelle. Cela représente une cinquantaine de personnes. Enfin, de nombreux habitants du village sont à la retraite. Certains n'ont jamais quitté Moulinet, d'autres y ont passé leur enfance et sont revenus à la fin de leur carrière professionnelle, beaucoup aussi sont des Moulinois d'adoption. Tous profitent du climat exceptionnel et du cadre montagnard paisible de la commune, à 45 minutes de la mer Méditerranée.

## Lieux et monuments
Patrimoine religieux :
- La chapelle Notre-Dame-de-la-Menour[42],[43] est l'un des joyaux de ce village médiéval[44].

* Église Notre-Dame de la Menour de Moulinet.
- Église Saint-Bernard de Moulinet[45].
- Chapelle Saint-Antoine, des Pénitents noirs de Moulinet[46].
- Chapelle Saint-Michel de Moulinet[47].
- Chapelle Saint-Sébastien de Moulinet[48].
- Chapelle Saint-Rodolphe de Moulinet[49].

- Oratoire près du pont.
- Monuments commémoratifs[50] :
  - Monument aux morts[51],[52],

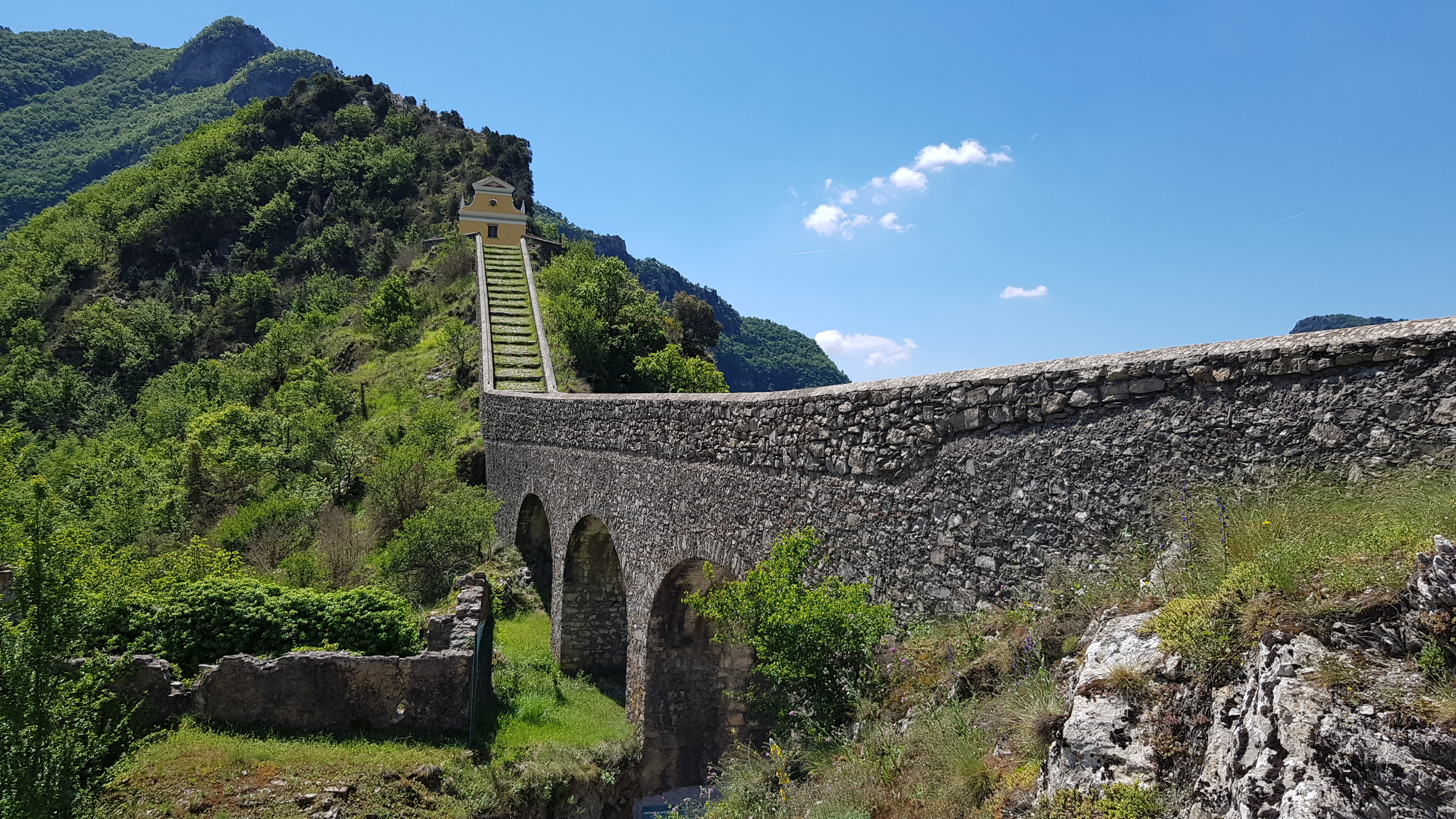
Chapelle Notre-Dame de la Ménour

  - Stèle commémorative des fusillés,
  - Stèle commémorative.

Patrimoine civil :
- Pont de la Menour à trois arches[53].
- Le Musée  à visiter, rue de la République : archives, photos anciennes, outils d'époque[54].
- Ruines de Cabanes Vieilles[55].

Patrimoine naturel :
- Le village est situé dans le Parc national du Mercantour.
- Passage du GR 52[56].
- Cascade de Fontanin[57].
- Grotte de Malpertus[58].
- Gorges du Piaon[59].